# Convento di Sant'Agostino (Crema)
Ex convento e la chiesa di Sant'Agostino si trovavano a Crema in piazza Winifred Terni de' Gregorj accanto al palazzo omonimo. Dal 1959 i locali del convento ospitano il Museo civico di Crema e del Cremasco, mentre la chiesa fu distrutta tra il 1811 e il 1830.

## Storia
La presenza di una comunità di eremitani o giambonini a Crema già dai primi secoli del millennio, è documentata dalla bolla di papa Alessandro IV del 2 luglio 1257 che cita: «Fratrum Eremitarum Ordinis Sancti Augustini».
Il convento e la chiesa furono costruiti per volontà testamentaria del 1422 del ventitreenne Giovanni Tommaso Vimercati, studente all'Università di Pavia. 
Il testamento stabiliva che una buona parte dei suoi beni fosse messa a disposizione dei frati eremitani di Sant'Agostino per la costruzione di un monastero con annessa chiesa nella cittadina cremasca. Nel 1433 l'abate del commendatario del Cerreto, ritenne che non avendo nessuno adempiuto le volontà testamentarie, i beni dovevano passare agli studenti meno abbienti dell'università pavese, e ne fece richiesta al concilio di Basilea. Grazie a frate Gian Rocco Porzi nel 1439 fu possibile esaudire queste volontà.
La prima spesa relativa alla costruzione del monastero, risulta effettuata il 6 luglio 1439 per adattare i locali acquistati dalla famiglia de Pandini presso la porta di Rivolta nella Vicinia Terni: porticum et domum, ut fratres possint habitare. I pochi frati che già abitavano quei luoghi non vollero seguire le regole severe imposte dal nuovo priore e si allontanarono, rimase un solo giovane: Bartolomeo Cazzuli seguito dal fratello Agostino. Fra Benigno Peri da Genova fu tra i frati che redicontarono i fatti relativi alla costruzione del nuovo convento. Questa fu eseguita da questi pochi frati, aiutati da tre donne, una di queste era la madre dei due fratelli Cazzuli, che adattarono le sei o sette case de Pandini: «septem vel octo particulas ea domus habebat»'. La cucina fu adattada diventando la piccola chiesa, il comignolo fu minuto di una campanella forse acquistata dal Porzi a Pavia, diventando la torre campanaria. Così documentava la costruzione fra Benigno sul suo diario delle spese. 
I lavori proseguirono per tutto il XV secolo terminando con l'affrescatura della sala capitolare ad opera di Giovanni Pietro da Cemmo tra il 1498 e il 1507.
Inizialmente furono solo dieci i frati presenti nel convento. Nell'autunno del 1442 arrivò fra Giorgio da Cremona diventato poi priore, che era un ottimo predicatore, e proprio grazie alle sue parole vi furono altri giovani che entrarono come novizi: Quieto de Thoris, Paciente de Verdelis, Giovanni da Milano, Paolo da Crema.
La chiesa quattrocentesca, fu ricostruita nel 1642, su progetto di Francesco Maria Richino e completata nel 1678 con la costruzione della cupola. Fu purtroppo demolita nel 1811.
Il convento fu soppresso durante l'occupazione napoleonica del 1797 e la Repubblica Cremasca per trasferire l'ospedale cittadino, e per dare alloggi alla milizia, mentre la chiesa fu adibita a scuderia. Dal 1959 è sede del museo civico di Crema e del Cremasco, con delibera consigliare del 13 gennaio.

## Descrizione
La chiesa quattrocentesca, fu probabilmente iniziata nel 1456 e il campanile dieci anni dopo, dove nel 1529 fu posto un orologio. Si presentava con una facciata rinascimentale, e all'interno conservata molte affrescatura, poi perse, fu ricostruita a partire dal 1642 su disegno di Francesco Maria Richini, per essere poi completata dopo la sua morte, dal figlio con la costruzione del tiburio nel 1678, unica struttura rotonda nella cittadina.

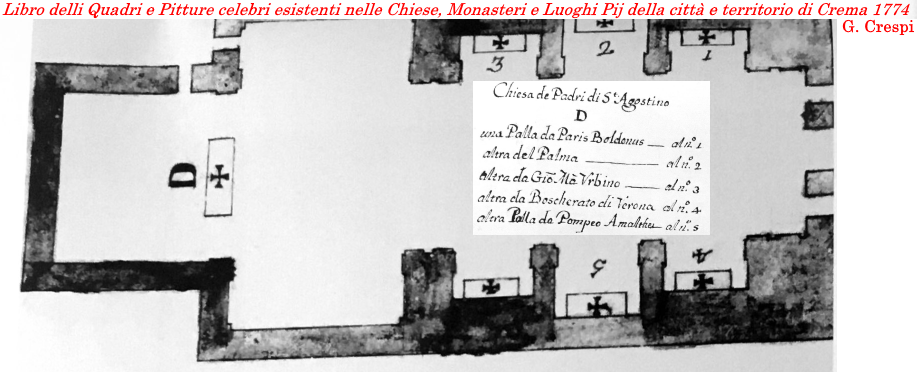
Pianta della chiesa di Sant'Agostino come descritta da G. Crespi

Dopo la soppressione napoleonica la chiesa fu adibita a scuderia, fino al 1811 quando fu demolita la grande cupola perché ostruiva il segnale del telegrafo, per essere poi completamente abbattuta nel 1830. I dipinti e le opere furono salvati e quasi totalmente conservati nella pinacoteca del museo. Fra questi la Deposizione di Cristo opera di Carlo Urbino, l'Assunzione di Maria opera di Jacopo Palma il Giovane, una Madonna col Bambino e santi lavoro di fra Sollecito Arisi.  L'opera di Paris Bordon  Madonna con il Bambino e i santi Giorgio e Cristoforo  fu invece acquistata da Luigi Tadini ed esposta nell'Accademia Tadini di Lovere. Risulterebbe persa una Madonna in trono opera di Masolino da Panicale presente nella chiesa originaria. 
L'organo Serassi si trova invece ora nella chiesa parrocchiale di Castiglione d'Adda.

### Sala Pietro da Cemmo

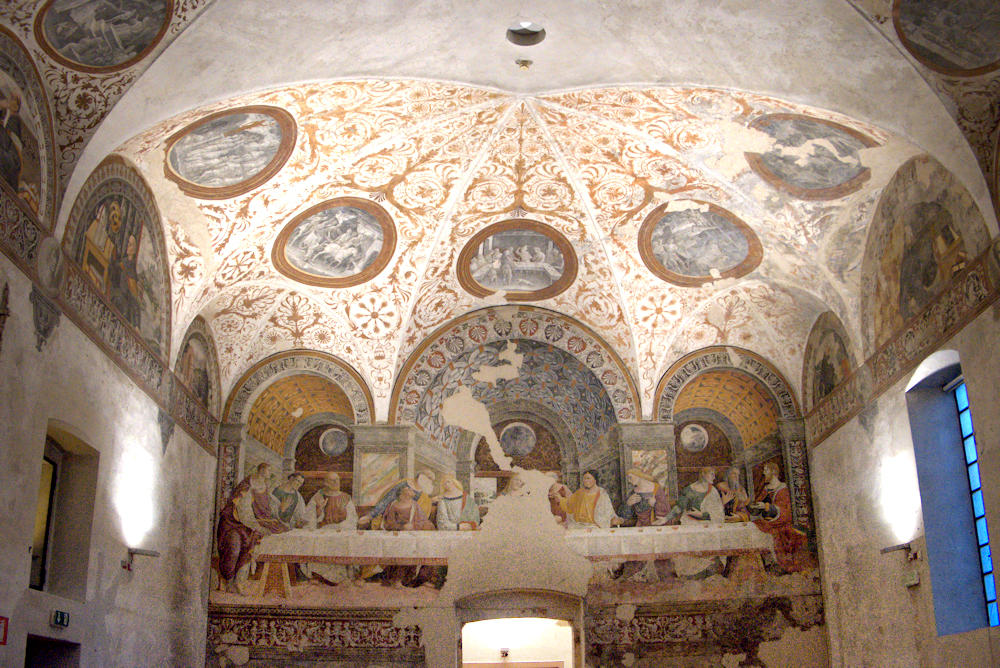
Giovanni Pietro da Cemmo, Ultima Cena, affresco, 1507.

Il refettorio a cui si accede attraverso il secondo chiostro, fu affrescato negli ultimi anni del XV e i primi del XVI secolo da Giovanni Pietro da Cemmo e dalla sua bottega. Il locale presenta i due grandi affreschi dell'Ultima cena e della Crocifissione. Le lunette raffigurano Santi e beati della storia Agostiniani mentre i ventiquattro tondi monocromi riportano scene Bibliche. La sinopia dell'affresco presente nel Cenobio, è esposto in quello che era l'ex refettorio, mentre quelle relative alle altre pitture, sono conservate presso le sale museali.

### Lostudium
(Benigno Peri 1442)
Quando il Peri entrò nel convento trovò i frati poco preparati, e l'approfondimento della conoscenza portò alla costruzione di un locale adibito a biblioteca già nei primi anni di costruzione della chiesa e del convento. Nel 1442 furono registrati sul Liber expensarum fabricae pagamenti per pro una opera ad faciendum voltam studi, in carnibus pro magistris qui fecerunt studium. Per rispondere all'esegesi biblica, il capomastro ricevette il compito di voltare sette volte del primo inchiostro che da corenzia la sera la sagrestia, lo capitulo e in parte lo refatoriu. Il convento aveva la necessità di fornire nuovi libri necessari alla liturgia e allo studio, quindi si presume che oltre alla biblioteca ci fosse uno scriptorium. Nel 1454 la biblioteca era già ben rifornita e nel 1474 aveva raggiunto un numero di libri tale da creare interesse esterni al convento, grazie anche all'aggiunta di lasciti come quello di Agostino Benvenuti che lasciò come obbligo testamentario il 14 marzo 1474, tutti i suoi libri di diritto civile e canonico alla comunità agostiniana.
I locali subirono gravi danni il 15 luglio 1789 per essere nuovamente ricostruiti. Risulta dell'8 settembre del medesimo anno l'attribuzione ai lavori di decorazione del soffitto a Giambattista Caretti da Treviglio risultando terminata nell'ottobre dell'anno successivo trasformando l'austero ambiente quattrocentesco in un ambiente maggiormente decorato.
Se originariamente il soffitto era composto da tavolette di piccole dimensioni raffiguranti solo santi agostiniani, furono aggiunte una grande varietà di soggetti liturgici. Gli agostiniani sono raffigurati inseriti in archi a tutto sesto che devono dare la profondità prospettica. Molti furono gli artisti che vi lavorarono documentati nei registri dei pagamenti, tra questi di rilievo Pantaleone de Blanco.